# Aquaman: Regele Atlantisului
Aquaman: Regele Atlantisului (în engleză Aquaman: King of Atlantis) este un miniserial de animație american de 3 episoade produs de James Wan pentru HBO Max bazat pe personajul DC Comics Aquaman. Serialul este produs de DC Entertainment, Warner Bros. Animation și Atomic Monster. Acesta este amplasat după evenimentele filmului lui Wan din franciza DC Extended Universe (DCEU) Aquaman, dar nu este canonic pentru DCEU.
Miniserialul a avut premiera pe 14 octombrie 2021, iar următoarele episoade au fost lansate săptămânal. A fost de asemenea difuzat ca un film lungmetraj pe Cartoon Network pe 14 mai 2022; versiunea de film a fost lansată pe DVD pe 21 iunie. A fost inițial plănuit pentru difuzare ca parte a blocului ACME Night.
Miniserialul a fost scos de pe HBO Max în august 2022.

## Premisa
Alături de aliații de încredere Mera și Vulko, regele Aquaman se confruntă cu locuitori fără scrupule de suprafață, răutăți străvechi de dincolo de timp și încercările fratelui său vitreg de a-l răsturna pentru a dovedi că el este omul potrivit pentru tron.

## Episoade[10]
| Premiera originală | Premiera în România | N/o | Titlu român                       | Titlu englez             |
| ------------------ | ------------------- | --- | --------------------------------- | ------------------------ |
|                    |                     |     |                                   |                          |
| 14.10.2021         | 07.05.2022          | 01  | Capitolul I: Marea moartă         | Chapter I: Dead Sea      |
|                    |                     |     |                                   |                          |
| 21.10.2021         | 14.05.2022          | 02  | Capitolul II: Primordial          | Chapter II: Primordeous  |
|                    |                     |     |                                   |                          |
| 28.10.2021         | 21.05.2022          | 03  | Capitolul III: Schimbare de maree | Chapter III: Tidal Shift |
|                    |                     |     |                                   |                          |